# Silesis subrugosus
Silesis subrugosus là một loài bọ cánh cứng trong họ Elateridae. Loài này được Platia & Schimmel miêu tả khoa học năm 1993.